# Friedrich Fromhold Martens

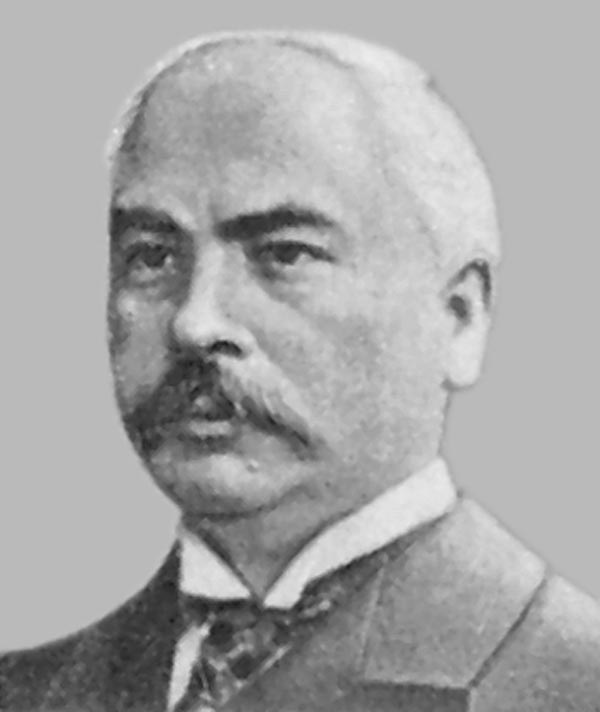
Friedrich Fromhold Martens, um 1900

Friedrich Fromhold Martens (* 15. Augustjul. / 27. August 1845greg. in Pärnu; † 7. Junijul. / 20. Juni 1909greg. in Walk; zum Sterbeort siehe Literatur, zu Namensschreibweise und -varianten siehe Persönliche Lebensumstände und Tod) war ein russischer Diplomat und Jurist. Er wirkte insbesondere im Bereich des Völkerrechts und fungierte als Unterhändler Russlands bei den Verhandlungen zu einer Reihe von internationalen Abkommen. Darüber hinaus war er mehrfach erfolgreich als Vermittler in Konflikten zwischen verschiedenen Ländern tätig.
Während der Ersten Haager Friedenskonferenz im Jahr 1899 schlug er die später nach ihm benannte Martens’sche Klausel vor, die bis in die Gegenwart als wichtiger Grundsatz des humanitären Völkerrechts angesehen wird. Sie besagt, dass in allen Situationen während eines Krieges, die nicht durch geschriebenes internationales Recht geregelt sind, die allgemein üblichen Gebräuche, die Grundsätze der Menschlichkeit und die Forderungen des öffentlichen Gewissens das Handeln bestimmen sollen. Darüber hinaus wurde während der Konferenz sein Entwurf für eine Konvention zu den Regeln und Gebräuchen des Krieges, den er bereits ein Vierteljahrhundert zuvor für die Brüsseler Konferenz von 1874 ausgearbeitet hatte, als Haager Landkriegsordnung angenommen.
Friedrich Fromhold Martens gilt damit als Begründer der Haager Traditionen des humanitären Völkerrechts und als einer der einflussreichsten Völkerrechtsexperten seiner Zeit. Für seine vielfältigen Vermittlungsbemühungen sowie für seine Rolle bei den Haager Friedenskonferenzen und seinen Einsatz für die Etablierung der internationalen Schiedsgerichtsbarkeit wurde er vielfach geehrt und in den Jahren von 1901 bis 1908 für den Friedensnobelpreis nominiert. Er kam mehrfach in die engere Auswahl des Nobelpreiskomitees und wurde in einigen älteren Werken fälschlicherweise als Preisträger des Jahres 1902 genannt.

## Leben

### Jugend und Ausbildung

Martens’ Magisterarbeit, 1869

Friedrich Fromhold Martens wurde 1845 als jüngstes Kind seiner Eltern in der Stadt Pernau (estn. Pärnu in Estland) geboren und in der deutschen Sankt-Nikolai-Gemeinde getauft. Sein Vater war der ehemalige Küster der Lutherischen Kirchengemeinde Audern Friedrich Wilhelm Martens, der seit 1845 in Pernau lebte und dort als Schneider und Gerichtsdiener tätig war; seine Mutter, Therese Wilhelmine Knast, stammte aus Pernau. Als namengebende Taufpaten fungierten der Titularrat Friedrich von Kluver und der Notar Fromhold Drewnick. Während in einigen älteren deutschsprachigen Veröffentlichungen eine deutsch-baltische Herkunft seiner Eltern angegeben wird, unterstützen vor allem russische und estnische Quellen die Annahme einer estnischen Abstammung. Dies wird insbesondere damit begründet, dass die Deutschbalten in der damaligen Zeit in der Regel zu den sozial besser gestellten Schichten der Gesellschaft zählten. Der Vater von Martens hingegen war Schneider, die Familie lebte in einfachen Verhältnissen. Die Erziehung und Bildung von Friedrich Fromhold Martens erfolgte deutschsprachig, was aufgrund der kulturellen Bedeutung der deutschen Sprache in der Region Livland auch für deren estnischstämmige Einwohner nicht ungewöhnlich war. So war Deutsch bis 1893 die Lehrsprache an der Kaiserlichen Universität Dorpat, bevor sie im Rahmen der Russifizierung durch die russische Sprache abgelöst wurde.
Über die Kindheit und Jugend von Martens ist wenig bekannt. Im Alter von fünf Jahren verlor er seinen Vater und vier Jahre später auch seine Mutter. Kurz danach gelangte er in ein evangelisch-lutherisches Waisenhaus in Sankt Petersburg. Hier beendete er an der deutschsprachigen Petrischule seine Ausbildung und begann 1863 ein Studium an der Juristischen Fakultät der Universität von Sankt Petersburg. Aufgrund seiner sehr guten Studienleistungen und seiner Fähigkeiten wurde er durch den Dekan der Fakultät gefördert. Darüber hinaus gab er Nachhilfestunden für andere Studenten und Privatunterricht für Kinder aus wohlhabenden Familien, um seine finanzielle Situation aufzubessern. Im Jahr 1867 schloss er sein Studium als Kandidat der Rechte ab. Zum Ende des folgenden Jahres reichte er eine Magisterarbeit mit dem Titel Über das Recht des Privateigentums im Krieg ein, die er im Oktober 1869 erfolgreich verteidigte. Durch nachfolgende Studienaufenthalte an den Universitäten in Wien, Heidelberg und Leipzig wurde er von Völker- und Staatsrechtsexperten der damaligen Zeit beeinflusst, unter ihnen Lorenz von Stein in Wien und Johann Caspar Bluntschli in Heidelberg.

### Akademisches Wirken

Dissertation von Martens, 1873

Nachdem der Lehrstuhl für internationales Recht an der Universität von Sankt Petersburg 1870 vakant geworden war, kehrte Friedrich Fromhold Martens von seinen Studien im Ausland zurück und übernahm mit Beginn des Jahres 1871 einen entsprechenden Lehrauftrag als Dozent. Ein Jahr später wurde er Professor für öffentliches Recht am Lyzeum Zarskoje Selo im heutigen Puschkin und an der kaiserlichen Rechtsschule. 1873 promovierte er mit einer Dissertation zur konsularischen Rechtsprechung im Nahen und Fernen Osten. Im gleichen Jahr folgte die Ernennung zum außerordentlichen Professor und drei Jahre später zum ordentlichen Professor an der Universität von Sankt Petersburg, eine Position, die er bis 1905 innehatte. Bereits seine Magisterarbeit und seine Dissertationsschrift erlangten fachliche Aufmerksamkeit und Anerkennung. Durch weitere Veröffentlichungen, die in verschiedene Sprachen übersetzt wurden und auch in anderen Ländern erschienen, wurde er international bekannt und trug zum Ansehen seines Landes im Bereich des Völkerrechts bei. Diese Rechtsdisziplin entwickelte sich in dieser Zeit in Russland zu einem eigenständigen Fach, was unter anderem in der Gründung von entsprechenden Fakultäten für internationales Recht an mehreren traditionsreichen russischen Universitäten zum Ausdruck kam.
Zu den bekanntesten Werken, die Martens in den folgenden Jahren veröffentlichte, zählte das 1881/1882 in zwei Bänden veröffentlichte Buch Völkerrecht. Das internationale Recht der civilisierten Nationen, in welchem er seine Theorie des internationalen Rechts darlegte. Es erschien 1883 auf Deutsch und wurde in insgesamt sieben Sprachen übersetzt. Von 1874 bis 1909 erarbeitete er, parallel in Russisch und Französisch, unter dem Titel Recueil des traités et conventions conclus par la Russie eine Sammlung von 15 Bänden zu den Verträgen, die Russland mit anderen Staaten abgeschlossen hatte. Durch die darin enthaltenen Abhandlungen zu den einzelnen Abkommen und ihrer jeweiligen Entstehungsgeschichte trägt dieses Werk den Charakter einer Enzyklopädie der russischen Außenbeziehungen seiner Zeit. 1880 initiierte er die Gründung der Russischen Gesellschaft für internationales Recht, als deren Sekretär er fungierte. Neben seinem juristischen Wirken war Martens auch Mitglied der Russischen Kaiserlichen Historischen Gesellschaft und verfasste eine Reihe von Essays zur europäischen Geschichte, die ebenfalls international Beachtung fanden und in verschiedene Sprachen übersetzt wurden.

### Staatsdienst und diplomatische Karriere

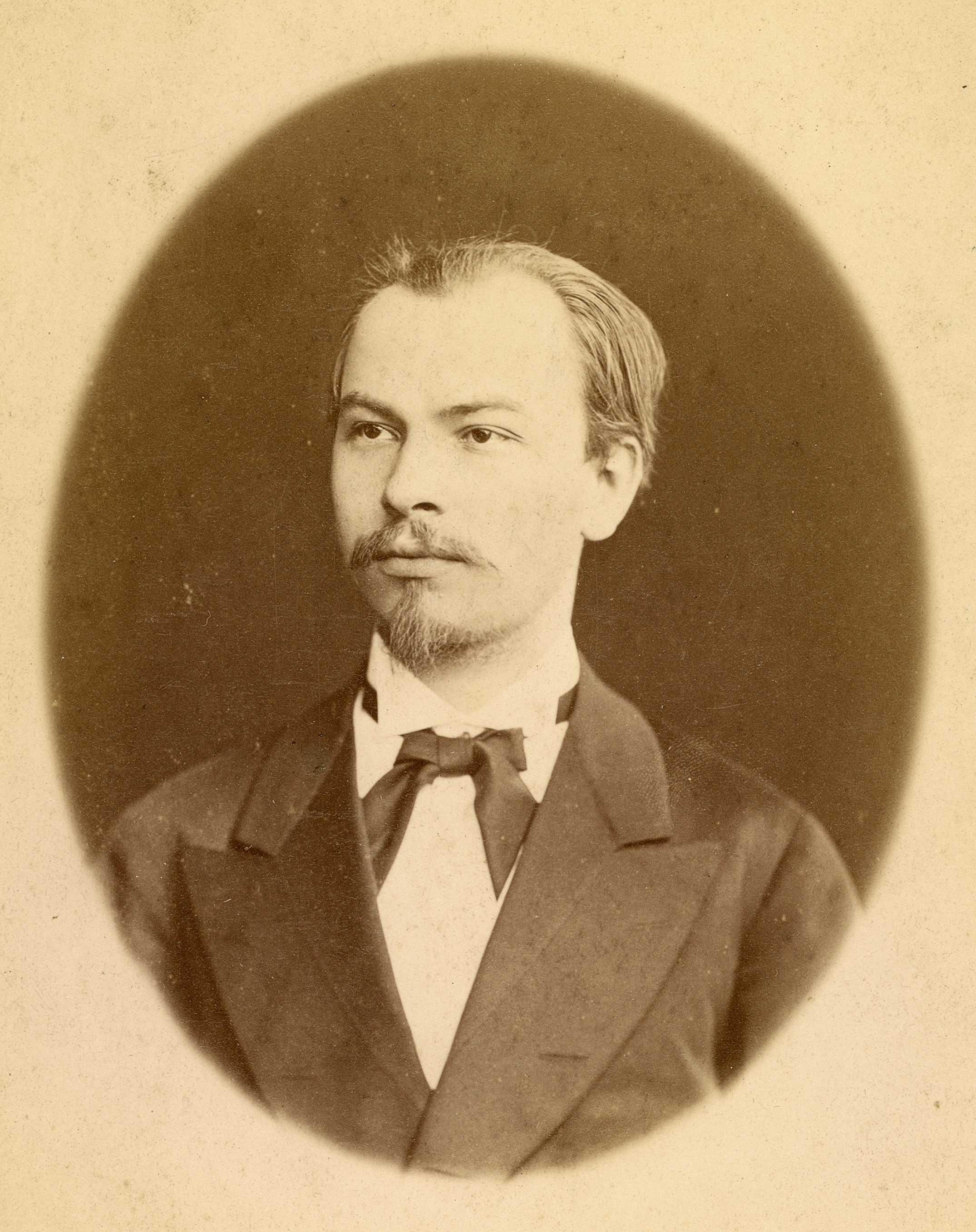
Friedrich Fromhold Martens, um 1878

Im Jahr 1868 trat Friedrich Fromhold Martens für das russische Außenministerium in den Staatsdienst ein. Sechs Jahre später wurde er zum Attaché für besondere Aufträge des russischen Kanzlers und Außenministers Alexander Michailowitsch Gortschakow ernannt. Während der folgenden fast vier Jahrzehnte war er für drei verschiedenen Zaren als Diplomat tätig: bis 1881 für Alexander II., bis 1894 für Alexander III. und anschließend bis zu seinem Tod für Nikolaus II., der später durch die Februarrevolution 1917 gestürzt wurde. Er vertrat Russland auf fast allen internationalen Konferenzen, an denen das Land in dieser Zeit beteiligt war, so beispielsweise dem Brüsseler Kongress von 1889 zum Handels- und Seerecht, der Antisklavereikonferenz von 1889/1890 in Brüssel und den ersten vier Sitzungen der Haager Konferenz für Internationales Privatrecht in den Jahren 1893, 1894, 1900 und 1904. Darüber hinaus nahm er von 1884 bis zu seinem Tod an nahezu allen internationalen Rotkreuz-Konferenzen teil. Er war aktives Mitglied des 1873 im belgischen Gent gegründeten Institut de Droit international (Institut für Völkerrecht), unter anderem 1885 und 1894 als Vizepräsident, und beteiligte sich in vielfältiger Weise in dessen Aktivitäten, so beispielsweise an der Ausarbeitung der Konferenzdokumente für die von November 1884 bis Februar 1885 in Berlin stattfindende Kongokonferenz.
In mehreren internationalen Streitfällen wirkte er erfolgreich als Vermittler. Dies betraf beispielsweise 1891 die Auseinandersetzung zwischen Frankreich und Großbritannien um französische Fischereirechte an der Küste Neufundlands sowie um einen entsprechenden französischen Stützpunkt am Nordufer der Insel. 1899 war er Präsident eines Vermittlungstribunals zur Beilegung von Grenzstreitigkeiten zwischen Venezuela und dem Vereinigten Königreich in der damaligen britischen Kronkolonie Britisch-Guayana. Die von ihm vorgeschlagene Linie stellt bis in die Gegenwart die Grenze zwischen Venezuela und Guyana dar. Im Disput zwischen Mexiko und den USA im Jahr 1902, dem ersten vom Ständigen Schiedshof in Den Haag verhandeltem Fall, wurde Friedrich Fromhold Martens von den Vereinigten Staaten als Vermittler ausgewählt. Anlass der Auseinandersetzungen waren die Aktivitäten des Pious Fund of California, eines auf Spenden basierenden mexikanischen Fonds zur Finanzierung katholischer Missionsarbeit in Kalifornien. Bei den Verhandlungen zwischen Russland und Japan, die im August 1905 zum Vertrag von Portsmouth und damit dem Ende des Russisch-Japanischen Krieges führten, gehörte Friedrich Fromhold Martens zur russischen Delegation.
Seine vielfältigen Aktivitäten als Vermittler brachten ihm die Beinamen Lord Chancellor of Europe („Lordkanzler Europas“, im Sinne von „Oberhaupt der europäischen Justiz“) sowie Chief Justice of Christendom („Oberster Richter der christlichen Welt“) ein. Als begünstigend für seinen Erfolg als Diplomat und Vermittler wurde die Tatsache angesehen, dass er mit Englisch, Französisch und Deutsch drei in der internationalen Politik wichtige Sprachen fließend beherrschte. Hinsichtlich seiner Fähigkeiten galt er nicht vorrangig als einfallsreicher Ideengeber und Initiator, sondern vor allem als beharrlicher, energischer und ehrgeiziger Praktiker. Sein Charakter war Überlieferungen zufolge allerdings auch durch eine ausgeprägte Humorlosigkeit sowie einen Mangel an Selbstironie geprägt.

### Die Haager Friedenskonferenzen

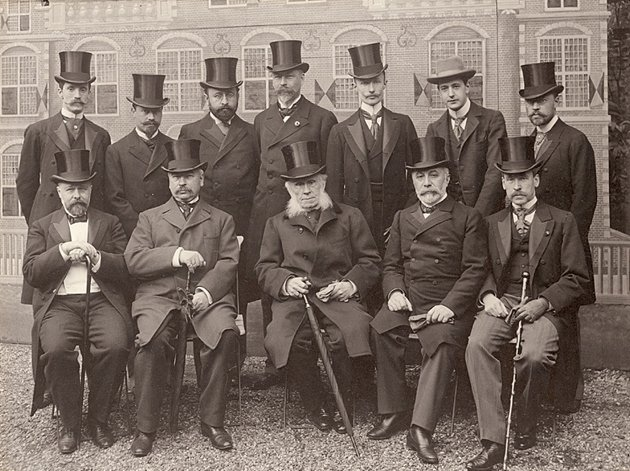
Die russische Delegation zur Haager Friedenskonferenz 1899 (Martens: sitzend, 2. von links)

Im Gegensatz zur Friedensbewegung, die in der zweiten Hälfte des 19. Jahrhunderts an Popularität gewann, hielt Friedrich Fromhold Martens die völlige Beseitigung von Kriegen in der näheren oder fernen Zukunft für eine Utopie. Als realisierbar sah er hingegen die Verminderung des durch Krieg verursachten Leidens durch klar definierte Regeln an. Für die von Zar Alexander II. initiierte Brüsseler Konferenz von 1874 arbeitete er deshalb einen Entwurf für eine Konvention zu den Regeln und Gebräuchen des Krieges aus. Diese wurde zwar von den Teilnehmern der Konferenz mit einigen Änderungen angenommen, erlangte jedoch mangels späteren Ratifikationen nie völkerrechtlich verbindenden Charakter. Hauptgrund war vor allem bei kleineren Ländern die Befürchtung, dass die in der Deklaration von Brüssel formulierten Grundsätze vor allem im Interesse der Großmächte seien.
Eine wichtige Rolle spielte Friedrich Fromhold Martens bei den auf Initiative von Zar Nikolaus II. in den Jahren 1899 und 1907 stattfindenden Friedenskonferenzen in Den Haag. Während der von ihm mitorganisierten ersten Konferenz im Jahr 1899, auf der sein Entwurf von 1874 als Haager Konvention II angenommen wurde, war er Generalbevollmächtigter Russlands und Präsident des Komitees zu den Regeln und Gebräuchen des Krieges. Er war im Laufe der Konferenz unter anderem an der Ausarbeitung der Kriegsgefangenen-Definition sowie der Konvention „betreffend die Anwendung der Grundsätze der Genfer Konvention vom 22. August 1864 auf den Seekrieg“ und des Haager Abkommens „zur friedlichen Beilegung internationaler Streitfälle“ wesentlich beteiligt. Zur Schlichtung eines Streits um die Behandlung von Zivilpersonen, die sich in einem Krieg an Kampfhandlungen beteiligt hätten, schlug er dabei die später nach ihm benannte Martens’sche Klausel vor. Diese gibt für Situationen, die nicht ausdrücklich durch geschriebenes internationales Recht geregelt sind, die allgemein üblichen Gebräuche, die Grundsätze der Menschlichkeit und die Forderungen des öffentlichen Gewissens als Handlungsrichtlinie vor. Die Klausel ist Bestandteil der Präambel der Haager Landkriegsordnung und wurde 1977 in den Artikel 1 des Zusatzprotokolls I zu den Genfer Abkommen von 1949 aufgenommen. Sie stellt noch heute einen wichtigen Grundsatz des humanitären Völkerrechts dar. Die Haager Konferenz von 1899, deren Ausrichtung sich aufgrund der Aktivitäten von Martens von reinen Abrüstungsverhandlungen ausweitete auf den Bereich der Etablierung von friedenssichernden Maßnahmen und Institutionen, gilt im Allgemeinen als vollständiger Erfolg der diplomatischen Bemühungen Russlands. Neben seinen Aktivitäten vor Ort reiste er während der Konferenz mehrfach nach Paris, um das dort stattfindende Vermittlungsverfahren zwischen Venezuela und dem Vereinigten Königreich in der Auseinandersetzung um Britisch-Guayana zu leiten.
Auch die Errichtung des Friedenspalastes in Den Haag als Sitz des Ständigen Schiedshofes, dessen Bau im Wesentlichen durch den amerikanischen Industriellen Andrew Carnegie finanziert wurde, basierte auf einem Vorschlag von Friedrich Fromhold Martens, der an der Grundsteinlegung im Jahr 1907 teilnahm. Während der im gleichen Jahr stattfindenden zweiten Friedenskonferenz leitete er das Komitee zum Seerecht, dessen Themen er aufgrund der aufkommenden Rivalität zwischen Großbritannien und dem Deutschen Reich im Bereich der maritimen Aufrüstung als besonders schwierig ansah. In Vorbereitung zu dieser Konferenz besuchte er zum Beginn des Jahres 1907 eine Reihe von europäischen Ländern. Er traf sich dabei unter anderem in Berlin mit dem deutschen Kaiser Wilhelm II., in Paris mit dem französischen Präsidenten Armand Fallières, in London mit dem britischen König Eduard VII., in Italien mit König Viktor Emanuel III., in Österreich mit Kaiser Franz Joseph I. und in Den Haag mit der gesamten königlichen Familie. An der Ausarbeitung der Revision der Genfer Konvention, die ein Jahr zuvor beschlossen wurde, wirkte er ebenfalls mit. Mit dem Ausgang der Konferenz von 1907 war er allerdings weniger zufrieden als mit den Ergebnissen von 1899.

### Persönliche Lebensumstände und Tod

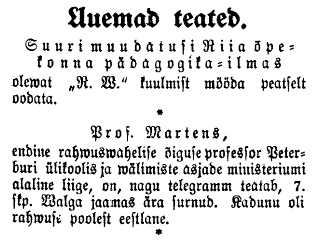
Meldung zum Tod von Martens in der estnischen Zeitung Postimees

Friedrich Fromhold Martens heiratete am 22. Dezember 1879 in Baden-Baden die 1861 in Sankt Petersburg geborene Katarina Maria Luisa Tuhr. Gemeinsam hatten sie einen Sohn und drei Töchter. Sein Sohn Nikolai wurde ebenfalls Diplomat und war unter anderem als Sekretär der russischen Gesandtschaft in Sofia tätig. Durch seine vielfältigen beruflichen Tätigkeiten erreichte Martens ein Leben in Wohlstand und finanzieller Unabhängigkeit, womit er die Verhältnisse seiner familiären Herkunft weit hinter sich ließ. Allein sein Jahresgehalt aus dem Dienst für das russische Außenministerium, das anfangs 2000 Rubel betrug und später auf 4500 sowie anlässlich seines 60. Geburtstages auf 6000 Rubel erhöht wurde, betrug ein Vielfaches des Einkommens eines einfachen Landarbeiters in Russland, der zur damaligen Zeit durchschnittlich rund 90 Rubel pro Jahr verdiente. Hinzu kamen die Einkünfte aus seiner universitären Lehrtätigkeit und Tantiemen aufgrund seiner Veröffentlichungen. Sein gesellschaftlicher und sozialer Aufstieg ermöglichte es ihm in seinem späteren Leben, das Anwesen in Pärnu zu erwerben, auf dem seine Eltern gelebt hatten und das er vorwiegend als Sommerresidenz für sich und seine Familie nutzte. Er starb 1909, vier Jahre vor dem Tod seiner Frau, während einer Reise bei einem Aufenthalt im Bahnhof der livländischen Stadt Walk, und wurde in Sankt Petersburg beigesetzt.
Je nach Sprache und historischem Kontext sind für Martens in verschiedenen Veröffentlichungen unterschiedliche Schreibweisen und Formen seines Namens zu finden. Der deutschsprachige Geburtsname lautete „Friedrich Fromhold Martens“, gelegentlich ist auch die Schreibweise „Friedrich Frommhold Martens“ zu finden. Er nahm später den russischen Namen „Фёдор Фёдорович Мартенс“ an, dessen wissenschaftliche Transliteration „Fëdor Fëdorovič Martens“ ist. Basierend auf den Konventionen zur Transkription russischer Namen in die deutsche Sprache ergibt sich daraus die Schreibweise „Fjodor Fjodorowitsch Martens“, entsprechende Transkriptionen in die englische Sprache sind „Fedor Fedorovich Martens“ und „Fyodor Fyodorovich Martens“. Darüber hinaus hat Martens selbst seinen Namen seit den frühen 1870er Jahren in seinen Schriften als „Friedrich von Martens“ beziehungsweise in der französischen Form „Frederic de Martens“ angegeben. Hintergrund war wahrscheinlich die mit einer bestimmten Rangstufe in der russischen Staatsverwaltung automatisch verbundene Erhebung in den persönlichen beziehungsweise erblichen Adelsstand, die er infolge seines Aufstiegs im Außenministerium erreichte. Auch die Form „Friedrich Freiherr von Martens“ wird gelegentlich verwendet, ebenso wie beispielsweise in der deutschen Übersetzung seiner Dissertation die Schreibweise „Friedrich Fromholz von Martens“. Der Freiherren-Titel wurde allerdings anders als der Grafen-Titel im russischen Zarenreich an Neunobilitierte nicht verliehen, sondern blieb auf die ältere Aristokratie deutschbaltischer oder schwedisch-finnischer Kreise beschränkt. Die Nobilitierung könnte Martens aber auch durch einen hohen russischen Ritterorden verliehen worden sein, allerdings ist sein Name in den Matrikeln der Livländischen Ritterschaft oder der anderen in der Region aktiven Orden nicht verzeichnet.

## Wirken

### Rechtsphilosophische und politische Ansichten

Friedrich Fromhold Martens, um 1880

Die Rechtsphilosophie von Martens, wie sie insbesondere in seinem Buch „Völkerrecht. Das internationale Recht der civilisierten Nationen“ zum Ausdruck kam, war traditionalistisch geprägt. So behandelte er in diesem Werk auf rund 150 Seiten die Geschichte des internationalen Rechts. Die Triebkraft bei dessen Entwicklung war seiner Meinung die Ausgestaltung der internationalen Beziehungen. Dabei sah er gemäß dem Motto „ubi societas ibi jus est“ („Wo eine Gesellschaft besteht, existiert auch Recht“) jedes unabhängige Land als Mitglied der internationalen Gemeinschaft und damit als Teil eines einheitlichen und durch eine Rechtsordnung geregeltem Ganzen, verbunden mit den anderen Ländern durch gemeinsame Interessen, Rechte und Bedürfnisse. Das Völkerrecht war für ihn aber nicht nur Ausdruck des Standes der internationalen Beziehungen, sondern auch eine Manifestation der moralischen Werte der menschlichen Gesellschaft. Zu den Grundsätzen, die er diesbezüglich in seinem Werk formulierte, zählten die Annahme einer progressiven Entwicklung der Menschheit sowie die Achtung des Lebens, der Ehre und der Würde jedes Menschen. Der Umgang mit einem bestimmten Land im Rahmen der internationalen Beziehungen sei demzufolge ebenso wie dessen Rolle in der Staatengemeinschaft daran auszurichten, welche Bedeutung es im innenpolitischen Bereich den Grundrechten und der Freiheit seiner Bürger beimessen würde. Als Geltungsbereich des Völkerrechts sah er allerdings nur die „zivilisierten Völker“, zu denen er diejenigen Länder zählte, welche die Grundsätze der europäischen Kultur anerkennen. Die ausschließliche Geltung des Korans in moslemisch geprägten Staaten sei seiner Meinung nach Christen gegenüber feindlich und würde damit keine Möglichkeit zur Anwendung des Völkerrechts in den Beziehungen mit diesen Ländern bieten. Ausdruck seiner rechtsphilosophischen Ansichten ist die ihm zugeschriebene Aussage, dass man die zehn biblischen Geboten in Steintafeln meißeln, in Bronze gießen oder in Stahlplatten prägen könne, sie aber trotzdem keine Bedeutung hätten, solange sie nicht Teil des Rechtsbewusstseins der Gesellschaft seien.
Das alleinige Primat des Rechts über staatlicher Souveränität, politischem Gleichgewicht oder nationalistisch motivierten Bestrebungen war nach seiner Auffassung die Grundvoraussetzung für ein geordnetes Miteinander von Menschen und Ländern ohne Krieg und Gewalt. Als wesentlich erachtete er deshalb eine Kodifikation des Völkerrechts in Form von Abkommen, wenngleich er die bestehenden völkerrechtlichen Verträge kritisch betrachtete, da sie seiner Meinung nach zu allgemein und unspezifisch formuliert seien. Darüber hinaus sah er eine Organisation der internationalen Staatenwelt als unbedingt notwendig an und regte diesbezüglich die Unterordnung aller selbstständigen Staaten unter eine höherstehende Macht an. Für diese schlug er zwei Möglichkeiten vor, und zwar entweder eine Universalmonarchie oder eine von ihm bereits als Völkerbund bezeichnete repräsentative Gemeinschaft. Er zählte damit zu den ersten Diplomaten, die von der Notwendigkeit und dem Nutzen internationaler Rechts- und Verwaltungsstrukturen ausgingen, und führte den Begriff der „internationalen Verwaltung“ in das völkerrechtliche Schrifttum ein. Die Expansionsbestrebungen verschiedener Staaten einschließlich seines Heimatlandes Russland sah er kritisch, da sie seiner Meinung nach den Keim für zukünftige Konflikte darstellen würden. Ebenfalls ablehnend bewertete er militärische Aufrüstung sowie die kolonialpolitische Praxis der europäischen Großmächte. Er war aber nicht grundsätzlich gegen die „Inbesitznahme von freiem Land“, sondern wollte durch die Festlegung von Regeln für die Kolonialisierung, wie beispielsweise im Rahmen der Kongokonferenz, vor allem Konflikte zwischen den „zivilisierten Völkern“ verhindern. Einige Autoren wie der deutsch-amerikanische Jurist und Rechtshistoriker Arthur Nussbaum waren allerdings bei der Bewertung der Ansichten und des Wirkens von Martens auch der Meinung, dass er zum Teil aus berechnender Zweckmäßigkeit handelte und das Völkerrecht lediglich als ein Mittel der Diplomatie betrachtete. Als Vertreter der zaristischen Monarchie und als Diplomat Russlands habe er dieser Sichtweise zufolge vorrangig die Interessen seines Landes verfolgt. Öffentliche Kritik an der russischen Außenpolitik und Aussagen zu innenpolitischen Themen äußerte er aufgrund der Loyalitätsverpflichtungen, die sich aus seiner Position ergaben, nur äußerst selten.
Den während des 17. Jahrhunderts wirkenden Philosophen und Rechtsgelehrten Hugo Grotius bezeichnete Friedrich Fromhold Martens als „Vater des Völkerrechts“. Als prägende Persönlichkeiten in der Entwicklung des internationalen Rechts nannte er in seinem Werk insbesondere den in der Mitte des 18. Jahrhunderts geborenen deutschen Völkerrechtsexperten Georg Friedrich von Martens, einen mit ihm nicht verwandten Namensvetter, sowie mit dem in Heidelberg wirkenden Schweizer Juristen Johann Caspar Bluntschli einen seiner früheren Lehrer. Seine Ansichten sowohl zur Notwendigkeit einer internationalen Rechtsordnung als auch zum Krieg wurden darüber hinaus auch von den Vorstellungen des französischen Soziologen Pierre-Joseph Proudhon beeinflusst. Dieser bewertete Kriege zwar kritisch, schrieb ihnen jedoch auch eine „schöpferische Rolle bei der Entstehung von Staaten“ zu und betrachtete sie als etwas „Göttliches“ sowie als die „dauerhafteste und geheimnisvollste Tatsache der Geschichte“ (La Guerre et la Paix, 1861). In ähnlicher Weise versuchte Martens auf der einen Seite durch sein diplomatisches Wirken, Kriege zu verhindern beziehungsweise in ihren Auswirkungen abzumildern. Andererseits war er gleichwohl nicht nur der Meinung, dass Kriege unvermeidlich seien. Er sah sie darüber hinaus unter bestimmten Umständen als nützlich an oder sogar, wie beispielsweise den Russisch-Türkischen Krieg von 1877/1878, aus humanitären Gründen als geboten und aus völkerrechtlicher Sicht als gerechtfertigt.

### Lebenswerk

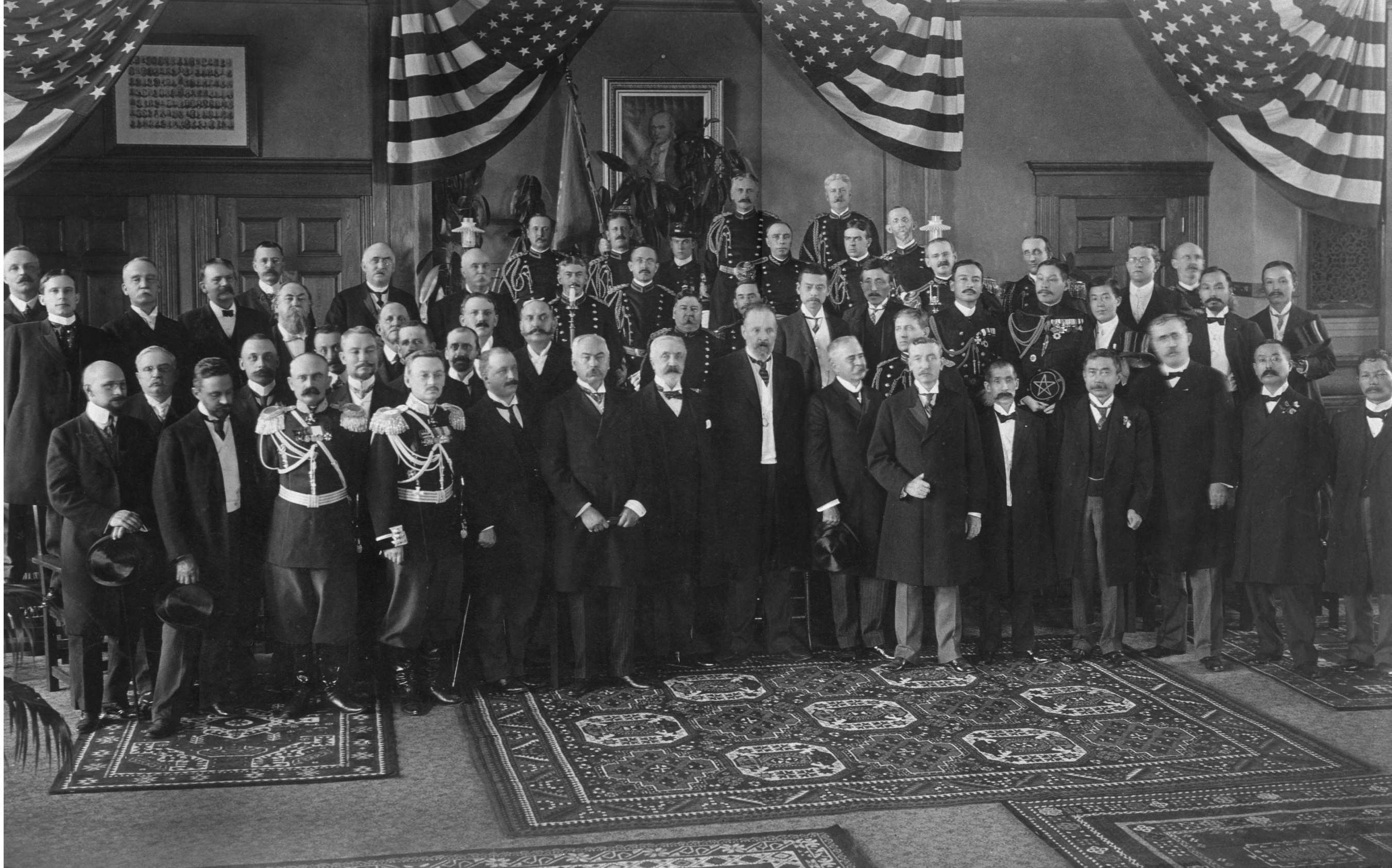
Empfang der Delegierten zu den Verhandlungen von Portsmouth 1905 (Martens: vorderste Reihe, 6. von links)

Friedrich Fromhold Martens zählte aufgrund seiner vielfältigen Aktivitäten zu den wichtigsten Völkerrechtsexperten und Diplomaten seiner Zeit. In den über drei Jahrzehnten seiner Karriere wirkte er führend an der Kodifikation des humanitären Völkerrechts mit und hatte damit neben dem Schweizer Gustave Moynier wesentlichen Einfluss auf die Weiterentwicklung dieses Zweiges des internationalen Rechts. Einer seiner wichtigsten Beiträge in diesem Bereich, neben der nach ihm benannten und bis in die Gegenwart in verschiedenen Konventionen enthaltenen Martens’schen Klausel, war die Haager Landkriegsordnung. Mit diesem Vertrag wurden grundlegend neue Konzepte wie die Definition von Kriegsgefangenen und Regeln zu deren Behandlung sowie zur Verschonung von Gebäuden und Einrichtungen mit religiöser, kultureller, wissenschaftlicher, sozialer und medizinischer Bedeutung in das humanitäre Völkerrecht eingeführt. Darüber hinaus wurden mit der Haager Landkriegsordnung eine Reihe von wichtigen gewohnheitsrechtlichen Prinzipien erstmals vertraglich fixiert. Hierzu zählten unter anderem das Verbot des Einsatzes giftiger Substanzen zur Kriegsführung und des Befehls, kein Pardon zu geben. Die Prinzipien der Haager Landkriegsordnung, die eines der wichtigsten Abkommen in der Entwicklung des humanitären Völkerrechts darstellt, sind bis in die Gegenwart gültig und wurden in einer Reihe von späteren Verträgen präzisiert und erweitert.
Die Aktivitäten des Institut de Droit international, das seit seiner Gründung im Jahr 1873 eine zunehmend wichtige Position bei der Verbreitung und Weiterentwicklung des Völkerrechts eingenommen hatte und noch zu Lebzeiten von Martens mit dem Friedensnobelpreis ausgezeichnet wurde, prägte er als Vizepräsident und als Berichterstatter verschiedener Komitees in vielfältiger Weise entscheidend mit. Seine Werke Recueil des traités et conventions conclus par la Russie und Völkerrecht. Das internationale Recht der civilisierten Nationen fanden weitreichende internationale Verbreitung und zählten zum Zeitpunkt ihres Erscheinens zu den wichtigsten Veröffentlichungen im Bereich der Systematik und Theorie des internationalen Rechts. Darüber hinaus profilierte sich Friedrich Fromhold Martens als einer der herausragendsten Experten der damaligen Zeit für die friedliche Beilegung von internationalen Konflikten. Hierzu leistete er sowohl durch seine eigene Tätigkeit als Vermittler als auch durch seine Rolle bei den Haager Friedenskonferenzen sowie der Entstehung des Ständigen Schiedshofs und der internationalen Schiedsgerichtsbarkeit wichtige Beiträge. Als Diplomat vertrat er Russland auf einer Reihe wichtiger Konferenzen zu verschiedenen Themen wie dem Handels- und Seerecht sowie dem internationalen Privatrecht.

## Rezeption und Nachwirkung

### Auszeichnungen und Würdigung

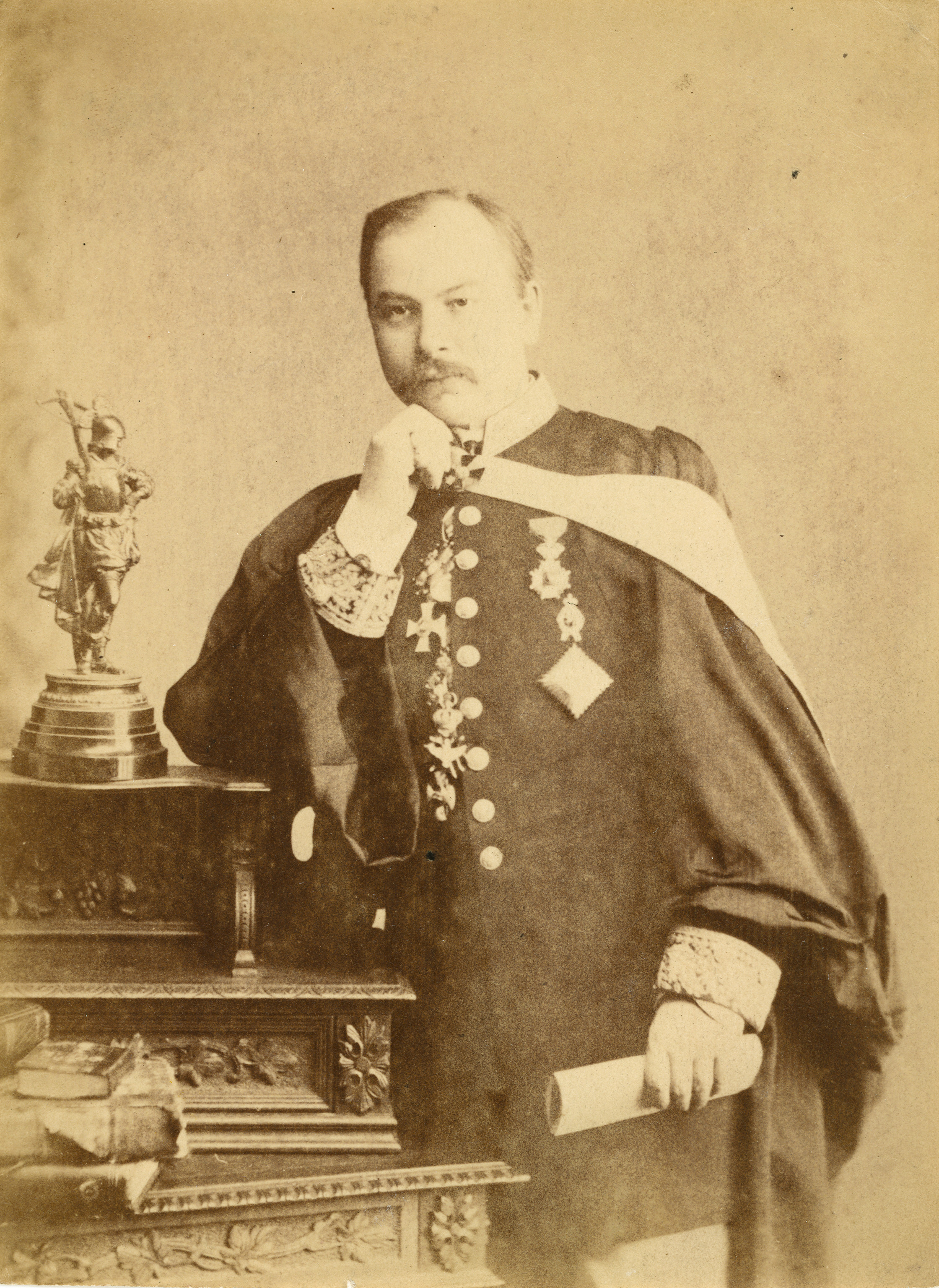
Friedrich Fromhold Martens, um 1880

Zu den Auszeichnungen, die Friedrich Fromhold Martens für sein Wirken erhielt, zählten unter anderem Ehrendoktorate der Universitäten von Oxford, Cambridge, Edinburgh und Yale. Darüber hinaus war er Mitglied der Petersburger Akademie der Wissenschaften, der British Academy, des Institut de France und der Königlichen Akademie der Wissenschaften und Schönen Künste von Belgien. Innerhalb der Laufbahnenklassen der russischen Staatsverwaltung erreichte er den zivilen Rang eines Geheimen Rates (russisch Тайный советник) und damit die dritthöchste von 14 Rangklassen. Er erhielt neben einer Vielzahl anderer staatlicher Auszeichnungen mit dem Alexander-Newski-Orden und dem Orden vom Weißen Adler den zweit- beziehungsweise dritthöchsten russischen Orden sowie ausländische Ehrungen wie den österreichischen Orden der Eisernen Krone, den griechischen Erlöser-Orden und den Orden der Krone von Italien. In allen Jahren von 1901 bis 1908 nominierten ihn verschiedene Persönlichkeiten für den Friedensnobelpreis. Er kam dabei mehrfach in die engere Auswahl des Nobelkomitees, unter anderem bereits 1901 bei der erstmaligen Verleihung des Preises, und galt insbesondere 1902 als Mitfavorit für die Auszeichnung. In mehreren Veröffentlichungen der damaligen Zeit, so beispielsweise in einem 1909 im „Journal of the Society of Comparative Legislation“ veröffentlichten Nachruf und in der 1911 erschienenen elften Ausgabe der Encyclopædia Britannica, wurde er diesbezüglich fälschlicherweise als Preisträger genannt.
Friedrich Fromhold Martens war bereits zu Lebzeiten beziehungsweise kurz nach seinem Tod sowohl in der vor der Oktoberrevolution erschienenen russischen Enzyklopädie Brockhaus-Efron als auch in mehreren führenden fremdsprachigen Enzyklopädien verzeichnet, neben der Encyclopædia Britannica unter anderem in den deutschsprachigen Werken Meyers Konversations-Lexikon und Brockhaus’ Konversationslexikon sowie dem schwedischen Nordisk familjebok und der finnischen Pieni Tietosanakirja. Bereits 1910 und damit nur ein Jahr nach seinem Tod erschien mit der vom deutschen Juristen Hans Wehberg in der „Zeitschrift für internationales Recht“ veröffentlichten Arbeit „Friedrich v. Martens und die Haager Friedenskonferenzen“ eine Publikation zum Wirken von Martens. Die ersten umfassenden biographischen Abhandlungen verfasste Michael von Taube, der bei Martens promoviert hatte und dessen Nachfolger an der Universität von Sankt Petersburg wurde.
Zu einer Würdigung im Bewusstsein der russischen Öffentlichkeit kam es allerdings erst viele Jahrzehnte später. In der historischen Wahrnehmung während der Zeit der Sowjetunion galt Friedrich Fromhold Martens als „Reaktionär“ und „zaristischer Helfershelfer“. In Nachschlagewerken dieser Epoche wie der Großen Sowjetischen Enzyklopädie wurde er nicht erwähnt, und erst 1993 erschien die erste Abhandlung über ihn in russischer Sprache. Seit 1995 verleiht die Russische Akademie der Wissenschaften den Martens-Preis für herausragende wissenschaftliche Leistungen im Bereich des Völkerrechts und der internationalen Beziehungen. Ein Jahr später wurde eine Neuauflage seines Werkes „Völkerrecht. Das internationale Recht der civilisierten Nationen“ in russischer Sprache veröffentlicht. Im Friedenspalast in Den Haag befindet sich seit 1999 eine von der russischen Regierung gestiftete Bronzebüste von Martens.

### Literarische Darstellung
Friedrich Fromhold Martens ist die Hauptfigur des 1984 veröffentlichten historischen Romans Professor Martens’ Abreise (estnischer Originaltitel Professor Martensi ärasõit) des estnischen Autors Jaan Kross, von dem Übersetzungen in zehn verschiedene Sprachen erschienen sind, darunter neben Deutsch auch Englisch, Französisch, Spanisch, Niederländisch und Russisch. In diesem Buch wird aus der Ich-Perspektive von Martens dargestellt, wie er während seiner letzten Bahnfahrt am 20. Juni 1909 auf sein Leben zurückblickt. Die Richtung der Reise von Pärnu nach Sankt Petersburg symbolisiert dabei seinen beruflichen und privaten Aufstieg.
Die Rückblicke auf seine nach außen hin überragend erscheinende diplomatische Karriere, in Form von imaginären Gesprächen mit seiner nicht anwesenden Frau, sind geprägt vom Konflikt zwischen den persönlichen Ansprüchen an sein Wirken und der Anpassung an politische Zwänge, sowie seiner inneren Zerrissenheit zwischen Loyalität für das zaristische Russland und seiner eigenen estnischen Abstammung. Darüber hinaus stellt Jaan Kross einige Parallelen zwischen den Lebensläufen von Friedrich Fromhold Martens und von Georg Friedrich von Martens in Form von traumartigen Erinnerungen von Martens an ein früheres Leben dar.
Eine dokumentarische Biographie wurde 1993 vom Wladimir Wassiljewitsch Pustogarow veröffentlicht, der zur damaligen Zeit als leitender Mitarbeiter am Institut für Rechts- und Staatswissenschaften der Russischen Akademie der Wissenschaften tätig war. Im Jahr 2000 erschien von diesem Werk eine englischsprachige Übersetzung. Die in Form von Notizen erhaltenen Lebenserinnerungen von Martens’ 1886 geborener Tochter Edith Natalie, die ab 1906 mit dem russischen Adligen Alexander Sollohub verheiratet gewesen war, wurden von ihrem jüngsten Sohn bearbeitet und 2009 unter dem Titel The Russian Countess: Escaping Revolutionary Russia herausgegeben.

## Werke (Auswahl)
- Über das Recht des Privateigentums im Krieg. Sankt Petersburg 1869; russischer Originaltitel: О праве частной собственности во время войны.
- Das Consularwesen und die Consularjurisdiction im Orient. Sankt Petersburg 1873 (russisch), Berlin 1874 (deutsch); russischer Originaltitel: О консулах и консульской юрисдикции на Востоке.
- Recueil des traités et conventions conclus par la Russie. 1874–1909
- Die Brüsseler Konferenz und der orientalische Krieg von 1877–1878. Sankt Petersburg 1878
- La Russie et l’Angleterre en Asie centrale. Brüssel 1879
- La question égyptienne. Brüssel 1882
- Völkerrecht. Das internationale Recht der civilisierten Nationen. 1881/1882 (russisch), Berlin 1884/1885 (deutsch), Paris 1887/1888 (französisch)
- La conférence africaine de Berlin et la politique coloniale des Etats modernes. Brüssel 1887